# Thoma II
Mar Thoma II foi o segundo metropolita da Igreja Malankara de 1670 a 1686.

## Introdução
As versões malaialas dos Cânones do Sínodo de Diamper usam esses títulos ao longo do relatório, exceto em três lugares onde usam a palavra latina archidiaconus.

## Consagração
Os líderes da Igreja Síria Puthenkoor Malankara selecionaram um sobrinho (filho do irmão) de Thoma I como seu sucessor. Ele foi consagrado por Thoma I e pelo delegado patriarcal de Antioquia Gregorio Abdul Jaleel, que era o arcebispo de Jerusalém. Ele foi o segundo Thoma que ascendeu ao Trono da Igreja Síria de Malankara. Quando Thoma I morreu em 25 de abril de 1670, Mar Thoma II assumiu o comando da Igreja.

## Visitas de bispos estrangeiros
Mar Anthraos e três de seus irmãos do Oriente Médio chegaram à igreja Mulanthuruthy em 1678. Mais tarde, eles se mudaram para várias igrejas e chegaram à Catedral Ortodoxa de Santa Maria, Puthencavu (perto de Chengannur). Em 29 de fevereiro de 1692, enquanto visitava Kallada, ele foi até o rio próximo e se afogou. Dois de seus irmãos voltaram para Mulanthuruthy e criaram famílias lá. Descendentes de um deles mais tarde estabeleceram a Igreja Síria Independente de Malabar. 